# Національна гвардія Ічкерії
Національна гвардія Ічкерії — збройне формування жандармерії Чеченської Республіки Ічкерії.

## Історія
13 березня 1997 року президент ЧРІ Аслан Масхадов заснував Національну гвардію Чеченської Республіки Ічкерія, яка мала стати єдиним регулярним збройним формуванням — основою Збройних сил ЧРІ. Командувачем Національної гвардії ЧРІ було призначено бригадного генерала Магомед Ханбієв.
Чисельність Національної гвардії становила 2 тис. осіб, до її складу входили автономні Президентська гвардія, що підкорялася безпосередньо президенту ЧРІ, та Шаріатська гвардія, що перебувала у розпорядженні Верховного Шаріатського суду ЧРІ.
Крім того, окремі батальйони перебували у підпорядкуванні Головного штабу (батальйон забезпечення охорони військових об'єктів та управління Головного штабу збройних сил) та голови уряду (спецбатальйон при Кабінеті міністрів ЧРІ). Інші озброєні групи мали бути розформовані.
Організаційна структура:
- Підрозділи Національної гвардії
- Президентська гвардія
- Шаріатська гвардія
- Батальйон забезпечення охорони військових об'єктів та управління Головного штабу збройних сил
- Спецбатальйон при Кабінеті міністрів ЧРІ

Бойовий склад:
- 1-й батальйон національної гвардії імені Умалта Дашаєва[2]
- 2-й батальйон національної гвардії імені Хамзата Ханкарова[2], у листопаді 1999 року основна частина цього підрозділу під командуванням бригадного генерала Суліма Ямадаєва перейшла на бік російських військ.
- 3-й батальйон національної гвардії імені Джохара Дудаєва[2]
- 8-й Аргунський батальйон національної гвардії[3]
- 10-й Шалійський бронетанковий батальйон національної гвардії[3]
- Інженерно-саперний батальйон[2]

### Військові звання
Наказ № 164 від 7 грудня 1993 року «Про встановлення військових та спеціальних звань військовослужбовцям збройних сил Чеченської Республіки, військовим формуванням та поліції»
Генерали й офіцери
| Категорії              | Генерали      | Генерали           | Генерали           | Генерали          | Старші офіцери | Старші офіцери | Старші офіцери | Молодші офіцери | Молодші офіцери   | Молодші офіцери | Молодші офіцери |
| ---------------------- | ------------- | ------------------ | ------------------ | ----------------- | -------------- | -------------- | -------------- | --------------- | ----------------- | --------------- | --------------- |
|                        |               |                    |                    |                   |                |                |                |                 |                   |                 |                 |
| Чеченське звання       | Генерал армії | Корпусний генерал  | Дивізійний генерал | Бригадний генерал | Полковник      | Підполковник   | Майор          | Капітан         | Поручик           | Лейтенант       |                 |
| Російський відповідник | Генерал армії | Генерал- полковник | Генерал- лейтенант | Генерал-майор     | Полковник      | Підполковник   | Майор          | Капітан         | Старший лейтенант | Лейтенант       |                 |

підофіцери й солдати
| Категорії              | Прапорщики        | Прапорщики | Сержанти й старшини | Сержанти й старшини | Сержанти й старшини | Солдати  | Солдати |
| ---------------------- | ----------------- | ---------- | ------------------- | ------------------- | ------------------- | -------- | ------- |
|                        |                   |            |                     |                     |                     |          |         |
| Чеченське звання       | Старший прапорщик | Прапорщик  | Старшина            | Старший сержант     | Сержант             | Єфрейтор | Рядовий |
| Російський відповідник | Старший прапорщик | Прапорщик  | Старшина            | Старший сержант     | Сержант             | Єфрейтор | Рядовий |

Знаки на кашкет

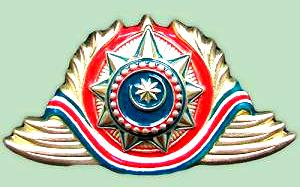
На кашкет для генералів
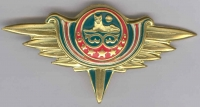
На туллю кашкети для генералів
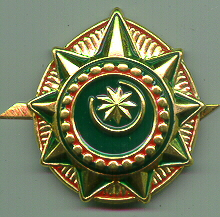
Для генеральського складу
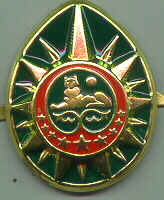
Для офіцерського складу
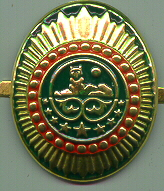
Для рядового та молодшого командного складу

Нарукавні знаки

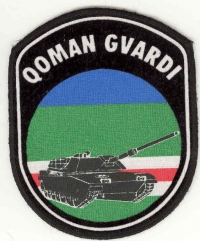
Національна Гвардія, механізований компонент
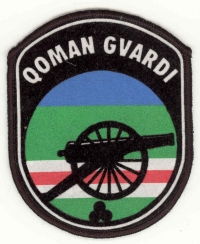
Національна Гвардія, артилерійський компонент